# Тодор Александров (булевард в София)
Вижте пояснителната страница за други значения на Тодор Александров.
„Тодор Александров“ е голям централен булевард в София. Наречен е на българския революционер от Македония и национален герой Тодор Александров.
Започва в историческия център на София от пресечката на булевард „Дондуков“ и булевард „Цар Освободител“ и продължава на запад до булевард „Константин Величков“. Пресича две големи пътни артерии в София – бул. „Христо Ботев“ и улица „Опълченска“.
В началото на 90-те години на XX век на булеварда е направена реконструкция. Булевардът е разширен, а под него е прокарано трасе на метрото. По протежението на булеварда има три метростанции от първи метродиаметър на софийското метро – метростанция „Сердика“, метростанция „Опълченска“ и метростанция „Константин Величков“, която е разположена на границата между бул. „Тодор Александров“ и бул. „Царица Йоанна“.

## Галерия
- Общ изглед